# Lycogala epidendrum
Lycogala epidendrum, comúnmente denominado leche de lobo o moho pasta de dientes, es una especie cosmopolita y muy común de moho mucilaginoso plasmoidal, que a menudo se confunde con un hongo. Los cuerpos fructíferos se presentan en grupos dispersos sobre el suelo húmedo y madera podrida, especialmente sobre grandes troncos, de junio a noviembre. pequeños glóbulos de un color que va del rosa al pardo, tendiendo a ser más parduscos cuando maduran. Pueden excretar una pasta rosada si la pared exterior se rompe antes de que maduren. 
Los plasmodios son de color rojizo y se desplazan deslizándose lentamente por el suelo alimentándose mediante fagocitosis de bacterias, esporas de hongos y plantas, protozoos y partículas de materia orgánica muerta. Los plasmodios no son vistos casi nunca. Cuando las condiciones cambian, los plasmodios se agregan por medio de señalización química para formar un cuerpo fructífero.
Los cuerpos fructíferos se parecen a pequeños cojines de unos 0,3 cm a 1,5 cm de diámetro. El color es muy variable, yendo de color gris-rosado a pardo-amarillento o negro-verdoso, con individuos maduros tendiendo hacia el extremo más oscuro. Pueden ser redondos o algo comprimidos con una textura áspera o verrugosa. Mientras son inmaduros están llenos de un líquido pastoso rosado. Cuando maduran, el fluido se convierte en una masa polvorienta de esporas de color gris. Las esporas miden de 6 a 7,5 µm, son esféricas con una textura reticulada de color ocre a lavanda. El pseudocapillitium (elementos estériles en la masa de esporas) está constituido por tubos ramificados largos, aplanados, con arrugas transversales y pliegues.

## Galería

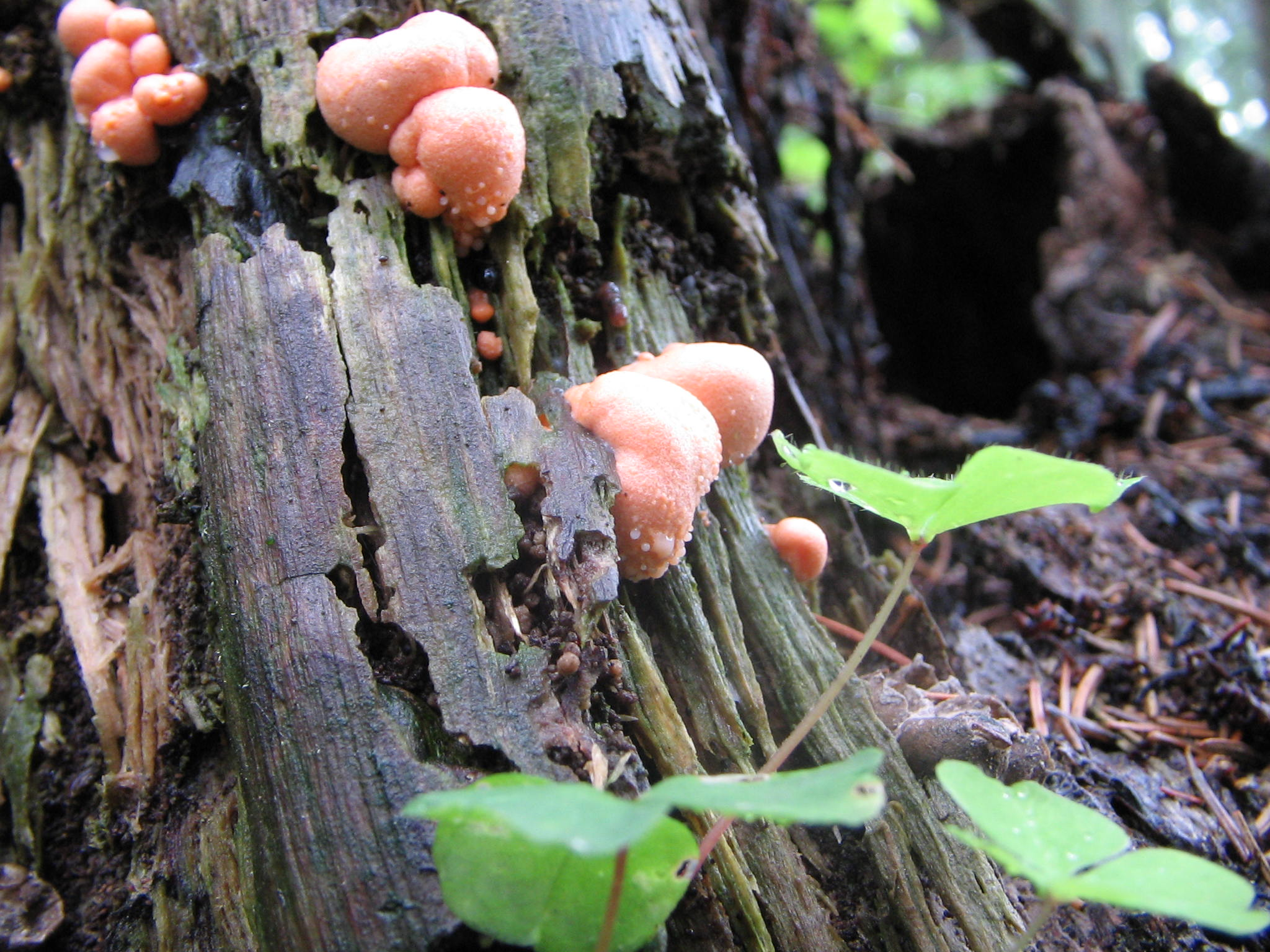
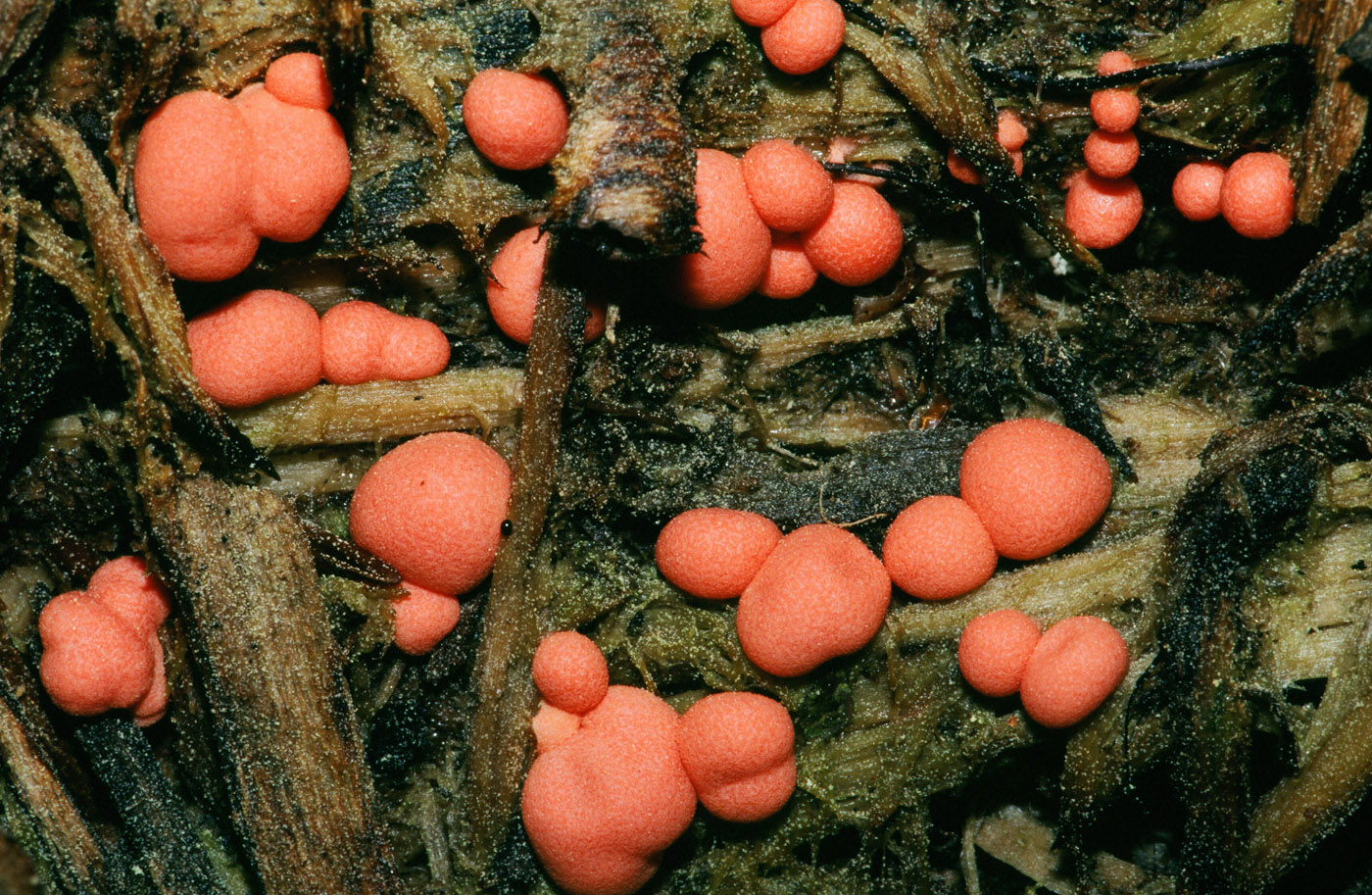
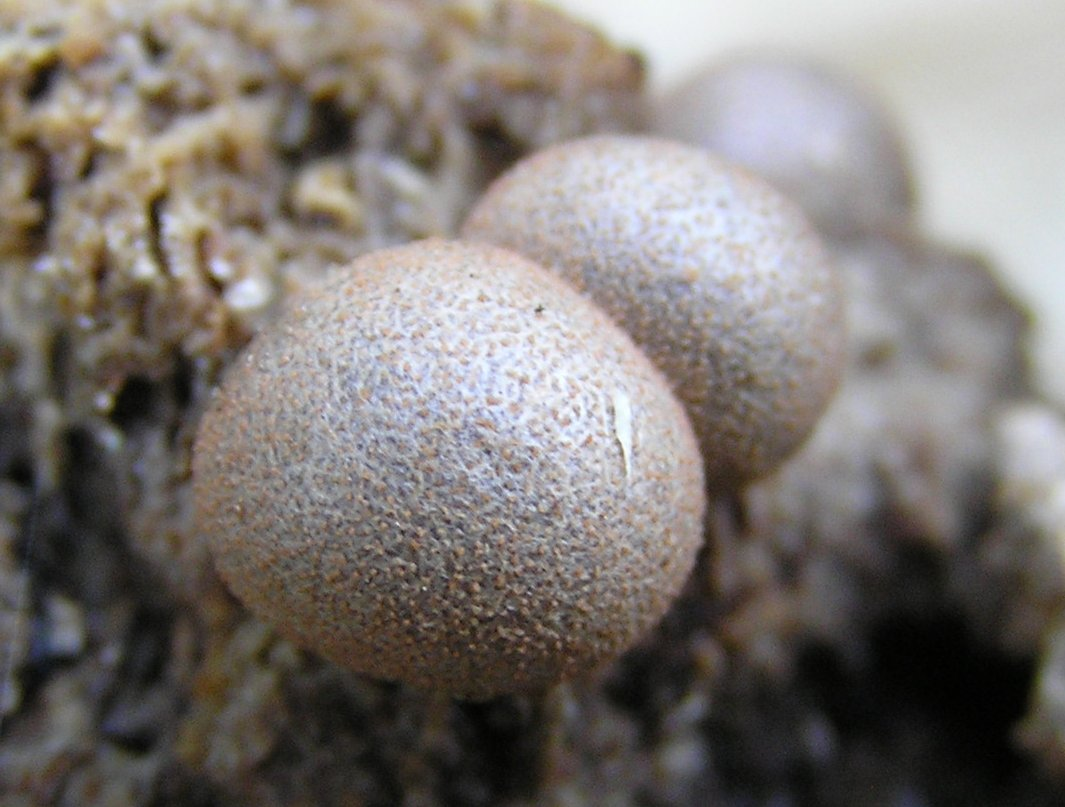